# Afvoerregulering
Afvoerregulering is een term uit de waterbouwkunde of het watermanagement en duidt het reguleren van de afvoer van water uit een bepaald gebied aan. Dit wordt gedaan om lager gelegen gebieden niet te overbelasten met afstromend water. Met name in tijden van hevige of langdurige regenval is afvoerregulering een belangrijk instrument in het voorkomen van wateroverlast.
Om de afvoer te reguleren kan bijvoorbeeld gebruikgemaakt worden van stuwen of duikersluizen.